# Viannos
Viannos (grec Βιάννος, AFI ['vjanos]) és un municipi a la costa sud de l'illa grega de Creta, a la prefectura d'Iràklio. El setembre de 1943 va patir la represàlia de les forces d'ocupació alemanyes per la resistència dels partisans. Actualment té 5563 habitants (cens de 2011). L'economia local es basa en el cultiu de l'olivera i la ramaderia. El poblet d'Ano Viannos, a 560 m d'altura, és la seu del govern municipal. Altres poblets del municipi són: Loutraki, Kato Viannos, Hondros, Vahos, Amiras, Hàgios Vassilios, Kefalovrissi, Pefkos, Kalami, Sykologos, Ano Symi, i Kato Symi.